# Novads
 (signalé en mai 2025).
Si vous disposez d'ouvrages ou d'articles de référence ou si vous connaissez des sites web de qualité traitant du thème abordé ici, merci de compléter l'article en donnant les références utiles à sa vérifiabilité et en les liant à la section « Notes et références ».
- Archive Wikiwix
- Bing
- Cairn
- DuckDuckGo
- E. Universalis
- Gallica
- Google
- G. Books
- G. News
- G. Scholar
- Persée
- Qwant
- (zh) Baidu
- (ru) Yandex
- (wd) trouver des œuvres sur Wikidata

Un novads (pluriel novadi) est une subdivision territoriale et administrative de Lettonie qui peut se traduire en français par « municipalité ». Il s'agit soit d'une fusion de paroisses (pagasti) avec une ville soit d'un regroupement de communes rurales.

## Réforme territoriale
La réforme administrative et territoriale du 1er juillet 2009 a modifié les divisions administratives de la Lettonie, en particulier en créant les novadi (en français « municipalités ») en remplacement de l'ancien découpage en rajoni (districts).
Le regroupement en municipalités vise à remplacer les plus petites divisions rurales où la population est en baisse afin de faire une économie d'échelle au niveau de l'éducation, de la gestion communale et des services de proximité (comme la poste). Les communautés des communes y sont farouchement opposées car cela se traduit souvent par la fermeture des commerces et services de proximité.
Le gouvernement tend à faire disparaître progressivement les pagasti au profit des novadi. 